# فرمیم

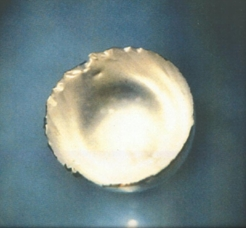
آلیاژ فرمیم- ایتربیوم که برای اندازه گیری آنتالپی تبخیر فلز فرمیم استفاده می شود. محتوای فرمیم این آلیاژ فرمیم 4 × 10-5 درصد وزنی است.

فِرمیُم (Fermium) از عنصرهای شیمیایی جدول تناوبی است. نشانه کوتاه آن Fm و عدد اتمی آن ۱۰۰ است. نام این عنصر به افتخار دانشمند معروف انریکو فرمی (Enrico Fermi) روی آن نهاده شد. فرمیم به علت پرتوزا بودن در طبیعت یافت نمی‌شود و از عناصر طبیعی نیست و فقط می‌توان آن را در آزمایشگاه‌های پیشرفته به روش فتوسنتز ساخت. این عنصر در گروه IIIB و تناوب هفتم جدول تناوبی قرار گرفته‌است. عنصر فرمیم یک فلز واسطه (Transition Metals) رادیواکتیو، احتمالاً به رنگ سفید، نقره‌ای یا خاکستری (رنگ آن ناشناخته است) و از عناصر مصنوعی گروه اکتینیدها است. این فلز با عناصر اسکاندیم (Sc)، ایتریم (Y) و لانتان (La)، در گروه سه واسطه جدول تناوبی عناصر قرار دارد. فرمیم در واقع عنصری ترانس‌اورانیک (عدد اتمی بیشتری نسبت به اورانیوم دارد) است.

## تاریخچه
عنصر فرمیم نیز مانند عنصر اینشتینیم برای نخستین بار در سال ۱۹۵۲ میلادی، توسط آلبرت غیورسو (Albert Ghiorso) و همکارانش در دانشگاه کالیفرنیا برکلی و با همکاری آزمایشگاه‌های ملی آرگون (Argonne National Laboratory) و لوس آلاموس (Los Alamos National Laboratory)، در نتیجه آزمایش هسته‌ای آیوی مایک (Ivy Mike) در ایالات متحده آمریکا شناسایی و کشف شد. این عنصر به عنوان جزئی از بقایای رادیواکتیو (محصول فروپاشی اورانیوم در زباله‌های هسته‌ای) اولین بمب هیدروژنی در اقیانوس آرام کشف شده‌است. رادیوایزوتوپ تولید شده در حقیقت فرمیم ۲۵۵ با نیمه‌عمر ۲۰ ساعت بود. نام این عنصر به افتخار دانشمند برجسته فیزیک هسته‌ای یعنی انریکو فرمی (Enrico Fermi) روی آن گذاشته شده‌است. این اکتشاف به دلیل تنش‌های ناشی از جنگ سرد و به دستور ارتش ایالات متحده آمریکا، تا سال ۱۹۵۵ میلادی مخفی نگه داشته شد.

## ویژگی‌ها
- عدد اتمی: ۱۰۰
- جرم اتمی: ۲۵۷٫۰۹۵۱
- نقطه ذوب: C°۸۶۰
- شعاع فلزی: pm ۲۹۰
- ظرفیت:۳
- حالت استاندارد: رادیو اکتیو
- نام گروه: اکتنیدها